# والتر توماس
والتر توماس (بالإنجليزية: Walter Thomas)‏ هو عازف جاز أمريكي، ولد في 10 فبراير 1907 في موسكوجي في الولايات المتحدة، وتوفي في 26 أغسطس 1981 في نيويورك في الولايات المتحدة.

## وصلات خارجية
- والتر توماس على موقع ميوزك برينز (الإنجليزية)
- والتر توماس على موقع أول ميوزيك (الإنجليزية)
- والتر توماس على موقع ديسكوغز (الإنجليزية)